# Cora subfumata
Cora subfumata – gatunek ważki z rodziny Polythoridae. Znany tylko z holotypu, który zaginął. Miejsce typowe to Vilcanota w regionie Cuzco w południowym Peru.